# Emily Beecham
Emily Beecham (Manchester, Lancashire, Inglaterra, 12 de mayo de 1984) es una actriz británico-estadounidense.

## Biografía
Hija de madre estadounidense y padre británico, tiene un hermano.
En el 2003 se unió a la prestigiosa London Academy of Music and Dramatic Art LAMDA, de la que se graduó en el 2006.

## Carrera
En el 2006 apareció en la serie Afterlife donde interpretó a Sash, una estudiante que es asesinada debido a la negligencia de sus amigos y decide regresar como fantasma para atormentarlos. Ese mismo año apareció en Bon Voyage donde interpretó a Rachel Aldred, una joven que acompaña a sus padres Neil Aldred (Ben Miles) y Elizabeth Aldred (Rachael Blake) durante un viaje a Quebec y es secuestrada por otra pareja.
En el 2007 obtuvo un pequeño papel en la película de terror 28 Weeks Later donde interpretó a Karen, una joven que al inicio es atacada por los humanos infectados con el virus mortal. Ese mismo año apareció en su primera obra de teatro titulada How To Curse donde interpretó a la sexy Miranda junto a los actores Robert Boulter y Al Weave.
En el 2008 apareció en la serie Lewis donde interpretó a Nell Buckley, una estudiante de historia del arte de Oxford que no solo gana dinero llevando a las personas a recorridos guiados por el campus de la Universidad sino también falsificando pinturas, pronto Nell se vuelve víctima de un asesino y el inspector Robert "Robbie" Lewis (Kevin Whately) acude a resolver su caso. Ese mismo año apareció en la miniserie Tess of the D'Urbervilles donde dio vida a Retty Priddle y trabajó junto a Gemma Arterton.
Entre el 2009 y el 2011 apareció como invitada en series como The Street, Unforgiven, Silent Witness, en la serie de ciencia ficción y magia Merlín donde interpretó a Enmyria, y en The Runaway donde interpretó a Caroline Dixon. Ese mismo año prestó su voz para el personaje de Rutka Laskier durante el documental The Secret Diary of the Holocaust, apareció en la película de terror y suspenso Basement donde interpretó a Pru, y en The Calling donde interpretó a Joanna, una monja postulante.
En el 2012 apareció en la película Art Is... donde dio vida a Lulu.
En el 2014 apareció como invitada en el primer episodio de la primera temporada de la serie The Musketeers donde dio vida a Adèle Bessett, la amante del cardenal Richelieu (Peter Capaldi).
En el 2015 se unió al elenco principal de la serie Into the Badlands donde interpreta a Minerva, más conocida como "la viuda", una nueva barón de uno de los sectores de "Badlands" con una brillante habilidad marcial y experta espadachín, que decide adoptar una mariposa de alas azules como su símbolo señorial, lo que representa una transformación de la insignificancia a la belleza y el poder.
En el 2016 apareció en la película Hail, Caesar! donde interpretó a Dierdre, una actriz y compañera de trabajo del actor Hobie Doyle (Alden Ehrenreich) durante su debut fuera de los western.
El 30 de septiembre del mismo año se anunció que Emily se había unido al elenco de la película Daphne donde dará vida a Daphne.

## Filmografía

### Series de televisión
| Año         | Título                    | Personaje         | Notas                                       |
| ----------- | ------------------------- | ----------------- | ------------------------------------------- |
| 2022        | 1899                      | Maura Franklin    | 1 temporada                                 |
| 2015 - 2019 | Into the Badlands         | La Viuda          | 3 temporadas                                |
| 2013 - 2014 | The Village               | Caro Allingham    | 12 episodios                                |
| 2014        | The Musketeers            | Adele Besset      | episodio "Friends and Enemies"              |
| 2013        | Blandings                 | Miss Younghusband | episodio "Lord Emsworth and the Girlfriend" |
| 2012        | The Fear                  | Janey Beckett     | 3 episodios - miniserie                     |
| 2012        | Damages                   | Hija de Rutger    | episodio "The Storm's Moving In"            |
| 2012        | Case Sensitive            | Mary Trelease     | 2 episodios                                 |
| 2011        | The Runaway               | Caroline Dixon    | 2 episodios                                 |
| 2010        | Silent Witness            | Anna Flannery     | 2 episodios                                 |
| 2009        | Merlín                    | Enmyria           | episodio "The Witch's Quickening"           |
| 2009        | The Street                | Gemma             | 2 episodios                                 |
| 2009        | Unforgiven                | Lucy Belcombe     | 3 episodios                                 |
| 2008        | Tess of the D'Urbervilles | Retty Priddle     | miniserie - 2 episodios                     |
| 2008        | Lewis                     | Nell Buckley      | episodio "And the Moonbeams Kiss the Sea"   |
| 2007        | The Bill                  | Angela Myatt      | episodio "Deadly Intent"                    |
| 2007        | New Tricks                | Laura Small       | episodio "Buried Treasure"                  |
| 2007        | Party Animals             | Vienna Lurie      | episodio # 1.3                              |
| 2007        | The Innocence Project     | Rachel            | episodio # 1.8                              |
| 2006        | Bon Voyage                | Rachel Aldred     | miniserie                                   |
| 2006        | Afterlife                 | Sash              | episodio "Roadside Bouquets"                |

### Películas
| Año  | Título                            | Personaje           | Notas      |
| ---- | --------------------------------- | ------------------- | ---------- |
| 2023 | Guy Ritchie's The Covenant        | Caroline Kinley     |            |
| 2021 | Cruella                           | Catherine           |            |
| 2021 | Outside the Wire                  | Sophia              |            |
| 2019 | Little Joe                        | Alice               |            |
| 2016 | Daphne                            | Daphne              |            |
| 2016 | Hail, Caesar!                     | Dierdre             |            |
| 2013 | The Thirteenth Tale               | Isabelle Angelfield |            |
| 2012 | Art Is...                         | Lulu                |            |
| 2012 | Animal Charm                      | Jezebel             | Corto      |
| 2010 | Basement                          | Pru                 |            |
| 2010 | Pulse                             | Stella Hamilton     |            |
| 2009 | The Calling                       | Joanna              |            |
| 2009 | The Secret Diary of the Holocaust | Rutka Laskier       | Documental |
| 2009 | The Wednesday Matinee Club        |                     | Corto      |
| 2007 | God's Wounds                      | Poppy               | Corto      |
| 2007 | Rise of the Footsoldier           | Kelly               |            |
| 2007 | 28 Weeks Later                    | Karen               |            |
| 2007 | Marple: At Bertram's Hotel        | Elvira Blake        |            |

### Videos musicales
| Año  | Grupo/Artista                     | Canción              | Notas                 |
| ---- | --------------------------------- | -------------------- | --------------------- |
| 2012 | Above & Beyond feat. Zoë Johnston | "Love Is Not Enough" | Aparición en el video |

### Videojuegos
| Año  | Juego         | Personaje | Notas |
| ---- | ------------- | --------- | ----- |
| 2008 | Mirror's Edge | Celeste   | Voz   |

### Teatro
| Año  | Obra         | Personaje | Director     | Teatro       | Notas |
| ---- | ------------ | --------- | ------------ | ------------ | ----- |
| 2007 | How To Curse | Miranda   | Josie Rourke | Bush Theatre |       |

## Premios y distinciones
Festival Internacional de Cine de Cannes
| Año  | Categoría    | Película   | Resultado |
| ---- | ------------ | ---------- | --------- |
| 2019 | Mejor actriz | Little Joe | Ganadora  |

| Año  | Categoría       | Premio                                                           | Película | Resultado |
| ---- | --------------- | ---------------------------------------------------------------- | -------- | --------- |
| 2011 | Emerging Talent | Edinburgh International Film Festival Skillset Trailblazer Award | -        | Ganó      |
| 2011 | Best Actress    | London Independent Film Festival Award                           | -        | Nominada  |